# Miguel Palafox
Miguel Agustín Palafox Prudencio (ur. 29 grudnia 1994 w Los Angeles) – amerykański piłkarz pochodzenia salwadorskiego i meksykańskiego występujący na pozycji lewego obrońcy.